# Hybomitra macularis
Hybomitra macularis är en tvåvingeart som först beskrevs av Fabricius 1794.  Hybomitra macularis ingår i släktet Hybomitra och familjen bromsar.
Artens utbredningsområde är Marocko. Inga underarter finns listade i Catalogue of Life.